# Ivo Linna
Ivo Linna (Kuressaare, 12 de junho de 1949- ) é um cantor estónio.

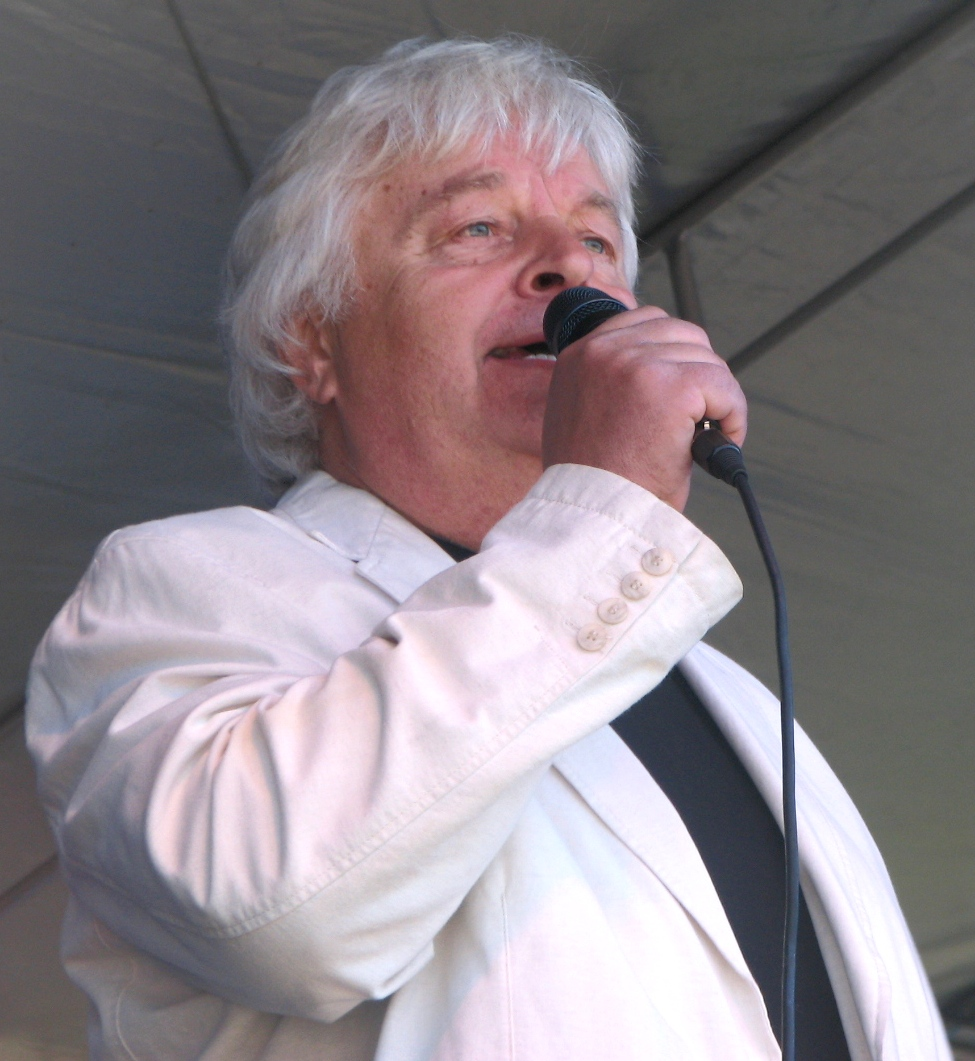
Ivo Linna (2011).

Linna representou a Estónia no Festival Eurovisão da Canção 1996 com a canção "Kaelakee hääl" (em dueto com Maarja-Liis Ilus) onde terminou em quinto lugar no festival em Oslo no dia 18 de maio do mesmo ano. 

## Discografia

### Álbuns
- "Ivo Linna '93" (1993)
- "Iff 1" (1998)
- "Enne ja pärast päeva" (2001)
- "Üksi, iseendas üksi" (2006)